# Tilos
Tilos er en ø i Grækenland, nordvest for Rhodos mellem Rhodos og Kos. Tilos tilhører den dodekanesiske øgruppe.
Øen har kun omkring 500 indbyggere.
Der er en færgerute fra Tilos via Simi til Rhodos samt til Piræus via bl.a. Nisiros og Kos. Desuden sejler en katamaran mellem Tilos og Rhodos via Chalki. Endelig er der færgeforbindelse mellem Tilos og den lille havneby Kamiros Skala på vestkysten af Rhodos. 
Tilos består af havnebyen Livadia der ligger i en bugt på østsiden af øen med "udsigt" til Simi og hovedbyen Megalo Chorio inde på øen med en korsridderborg på bjergtoppen over byen.